# Heliconius miletus
Heliconius miletus är en fjärilsart som beskrevs av D'almeida 1928. Heliconius miletus ingår i släktet Heliconius och familjen praktfjärilar. Inga underarter finns listade i Catalogue of Life.